# 野辺地駅
野辺地駅（のへじえき）は、青森県上北郡野辺地町字上小中野にある青い森鉄道・東日本旅客鉄道（JR東日本）の駅。両社の共同使用駅。

## 概要

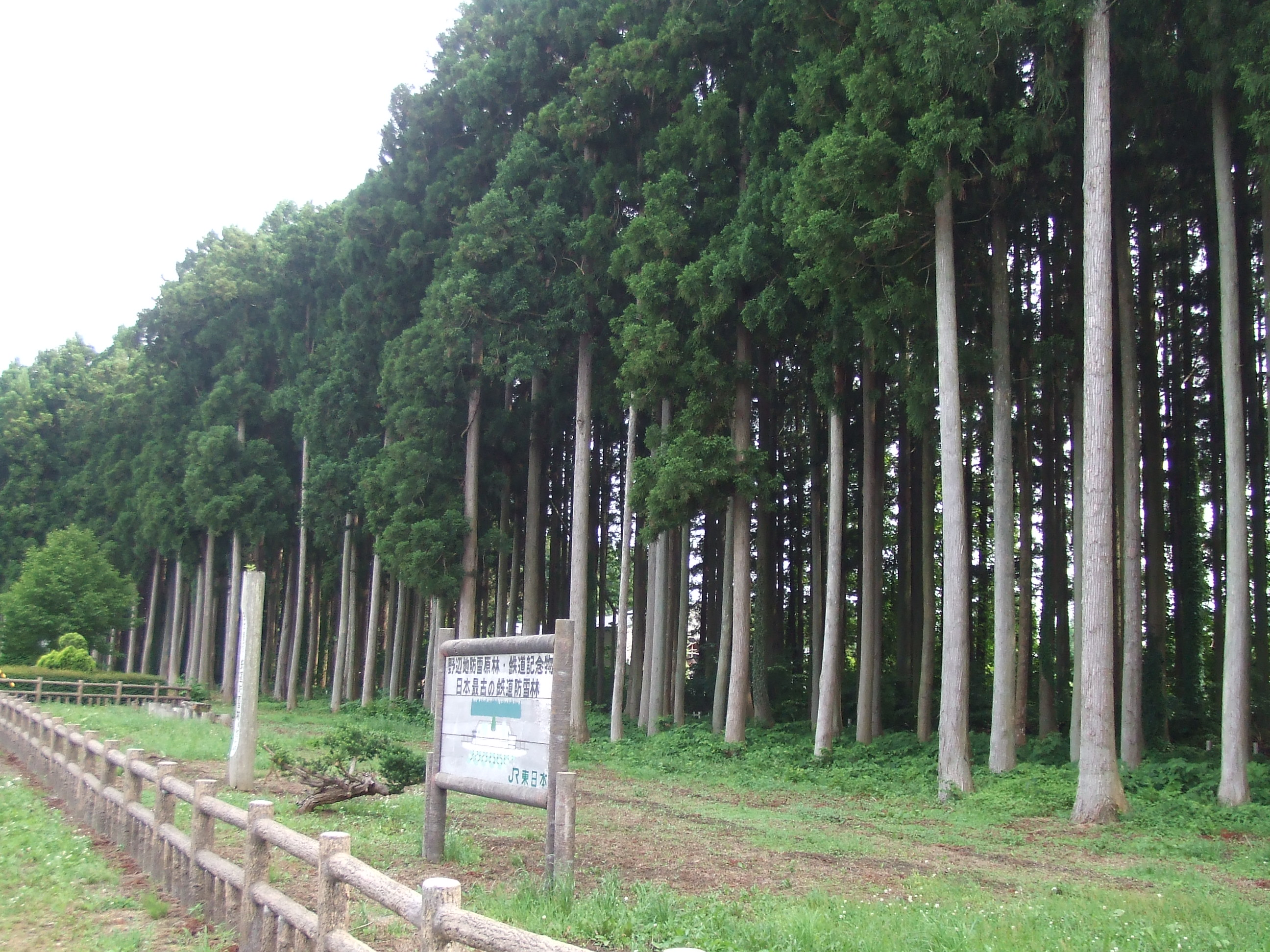
鉄道記念物となっている鉄道防雪林（2010年6月）

青い森鉄道の青い森鉄道線とJR東日本の大湊線が乗り入れ、接続駅となっている。大湊線は当駅が起点である。
青い森鉄道線は、元々はJR東日本（1987年〈昭和62年〉までは日本国有鉄道）の東北本線の一部であり、上野発着の夜行列車や昼行特急「つがる」「白鳥」「スーパー白鳥」などの優等列車が停車していた。しかし、2010年（平成22年）12月4日に東北新幹線が新青森駅まで延伸されたことに伴う並行在来線の経営分離により、駅施設は青森県に譲渡された。また、この時から大湊線はほかのJR東日本の路線と接続せず孤立した路線となっている（JRにおける当駅の所属線は、東北本線から大湊線に変更されている）。
かつては、上記路線に加えて南部縦貫鉄道線も乗り入れていたが、1997年（平成9年）に休止されたのち、2002年（平成14年）に廃止された。しばらくは通路が閉鎖され、線路も外されただけでそのまま手付かずで残っていたが、跨線橋が2003年秋に撤去され、残されていた駅舎とホームも2005年（平成17年）にすべて解体撤去された。
1893年（明治26年）5月に造林した日本で最初の鉄道防雪林があり、第14号鉄道記念物に指定されている。

## 歴史
- 1891年（明治24年）9月1日：日本鉄道の駅として開業する[3]。
- 1893年（明治26年）5月：防雪林が造林される。
- 1902年（明治35年）11月11日：電報の取り扱いを開始[5]。
- 1906年（明治39年）7月1日：日本鉄道が国有化され、官設鉄道の駅となる[3]。
- 1921年（大正10年）3月20日：大湊軽便線（大湊線）が開業する[6]。
- 1947年（昭和22年）8月11日：昭和天皇の戦後巡幸のお召し列車が停車。昭和天皇が下車してホームに詰めかけた奉迎者に会釈で応える[7]。
- 1954年（昭和29年）3月15日：13時15分ごろ、在日米軍三沢基地所属のF-84戦闘機が墜落し、駅施設も被害が発生する。
  - この事故により、保線区員ら12名が負傷した。墜落機は駅長公舎を大破、保線区事務所を全壊、停留中の貨車1台を全焼したほか、東北本線の1 - 3番線をバウンドし、大湊線上りホームの先端付近に突っ込んだ形となった。これにより深さ2メートル、直径3メートルの穴を開けたほか、機体は大破し50メートルの範囲に散乱した。なお、同機パイロットは上空50メートル付近で脱出したがパラシュートが開かず墜落したのち、同基地所属のヘリコプターで移送されたが死亡が確認された[新聞 1]。
- 1960年（昭和35年）10月14日：防雪林が鉄道記念物（第14号）に指定される。
- 1962年（昭和37年）7月19日：鉄筋コンクリート造平屋建ての駅舎に改築（2代目）[新聞 2]。
- 1968年（昭和43年）8月5日：南部縦貫鉄道が西千曳駅から延伸し、当駅に接続する。
  - 東北本線の乙供 - 当駅間線路付け替えにより、千曳駅が新線上に移転するとともに、南部縦貫線は旧 千曳駅 - 当駅間の線路跡を用いて延伸した。また、同時に旧 千曳駅は西千曳駅に改称した。
- 1974年（昭和49年）12月26日：みどりの窓口が設置される。
- 1984年（昭和59年）2月1日：貨物の取り扱いを廃止[8]。
- 1986年（昭和61年）11月1日：荷物の扱いを廃止[8]。
- 1987年（昭和62年）4月1日：国鉄分割民営化に伴い、国鉄の駅は東日本旅客鉄道（JR東日本）の駅となる[8][6]。
- 1997年（平成9年）5月5日：南部縦貫鉄道線の営業が休止される。
- 1999年（平成11年）4月1日：旅行代理店「野辺地駅旅行センター」が閉店する。
- 2002年（平成14年）8月1日：南部縦貫鉄道線が廃止される。
- 2004年（平成16年）：「野辺地防雪原林」は土木学会選奨土木遺産に選ばれる[9]。
- 2005年（平成17年）5月6日：南部縦貫鉄道線の駅舎とホームが解体撤去される。
- 2010年（平成22年）12月4日：東北新幹線の全線開業に伴い、東北本線が青い森鉄道に移管されるとともに、同鉄道との共同使用駅（青い森鉄道管理）となる。
- 2013年（平成25年）4月5日：旅行代理店「青い森 たびショップ のへじ」が開業する[報道 1]。JR券の取り扱いが出札窓口からたびショップに変更された。
- 2017年（平成29年）9月30日：この日限りでKIOSKが閉店。
- 2021年（令和3年）
  - 3月13日：ダイヤ改正に伴い、快速「しもきた」の青森方面への乗り入れを取りやめ。
  - 3月31日：「青い森たびショップ のへじ」が営業休止となる[報道 2]。
- 2024年（令和6年）10月1日：JR東日本（大湊線）でえきねっとQチケのサービスを開始[2][報道 3]。

## 駅構造
単式ホーム1面1線と島式ホーム2面4線の計3面5線のホームを持つ地上駅である。駅舎とホームは跨線橋で連絡している。駅舎は線路の上り方を向いて左側（北東側）にある。反対側への出口はない。
1番線の大湊線ホームと青い森鉄道線のホームを行き来する場合、円形改札の横にある狭い通路を利用して跨線橋へ至るという特殊な構造をしている。また、かつては改札が必要であったが、駅舎ホーム側窓口で改札を行うよう変更され、乗り換えに伴う改札は不要になった。円形改札には常夜灯の模型が設置されている。
青い森鉄道の直営駅で、管理駅として、乙供駅 - 小湊駅間の各駅を管理している。青い森鉄道への移管前は、JR東日本の直営駅（駅長・助役配置）であり、管理駅として東北本線の乙供駅 - 小湊駅間の各駅と大湊線の北野辺地駅・有戸駅を管理していた。

### のりば
| 番線 | 路線          | 方向                     | 行先                     | 備考                         |
| ---- | ------------- | ------------------------ | ------------------------ | ---------------------------- |
| 1    | ■JR大湊線     | 下り                     | 陸奥横浜・下北・大湊方面 |                              |
| 2    | ■青い森鉄道線 | 上り                     | 八戸・目時方面           | 待避列車・JR大湊線からの直通 |
| 下り | ■青い森鉄道線 | 青森方面                 | 当駅始発                 |                              |
| 下り | ■JR大湊線     | 陸奥横浜・下北・大湊方面 |                          |                              |
| 3    | ■青い森鉄道線 | 上り                     | 八戸・目時方面           |                              |
| 4    | ■青い森鉄道線 | 下り                     | 青森方面                 |                              |
| 5    | ■青い森鉄道線 | 下り                     | 青森方面                 | 一部列車のみ                 |

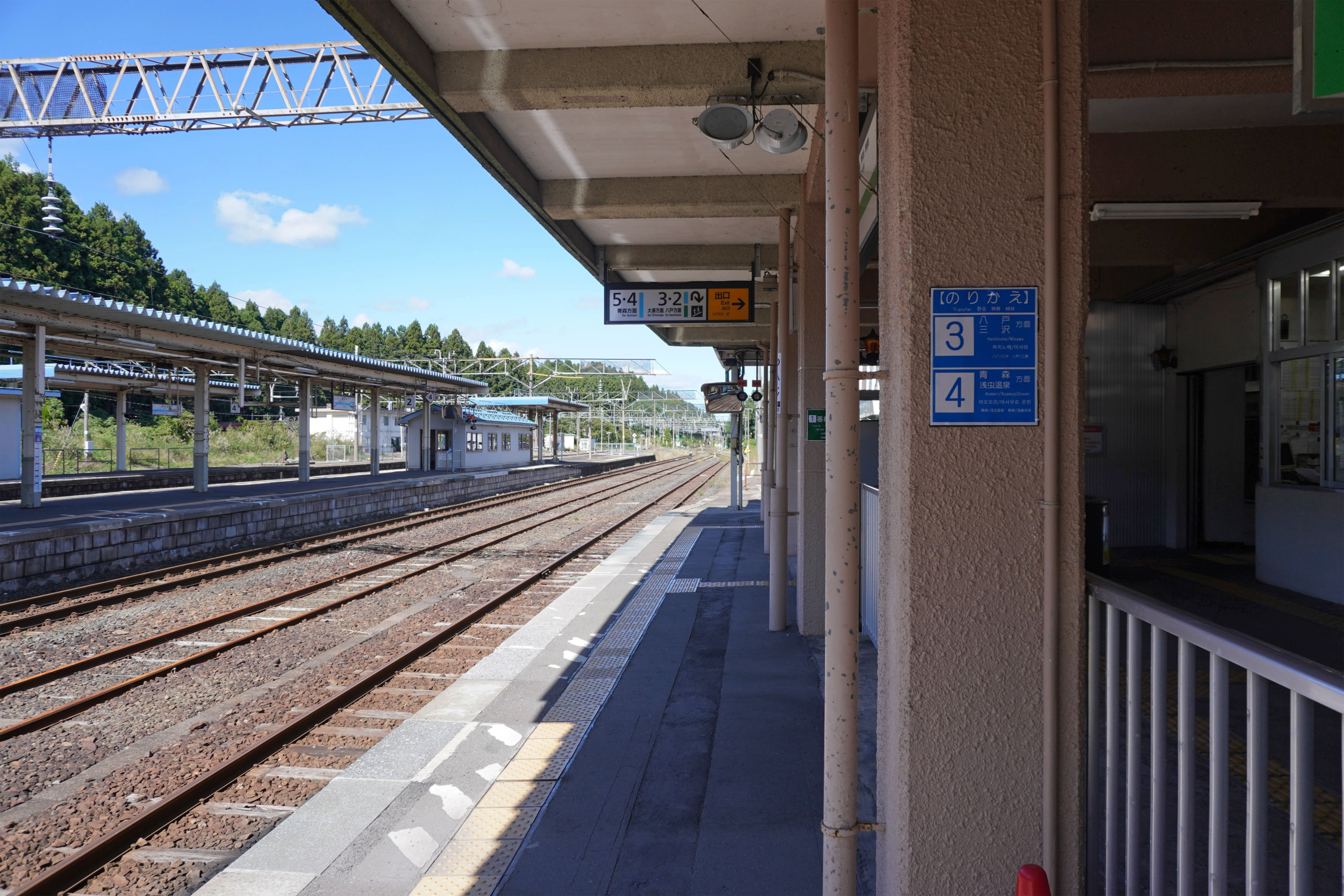
1番線ホーム（2023年9月）
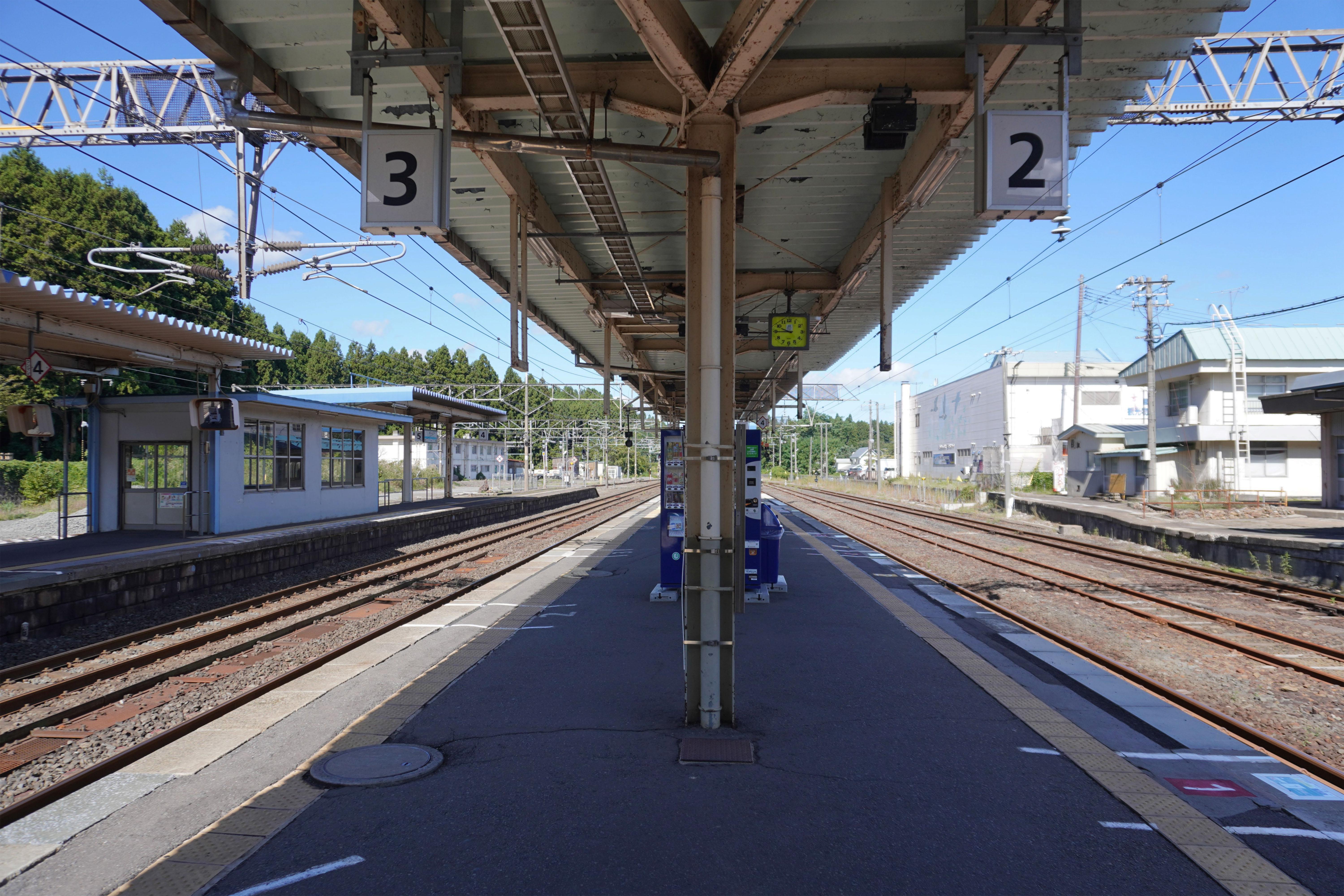
2・3番線ホーム（2023年9月）
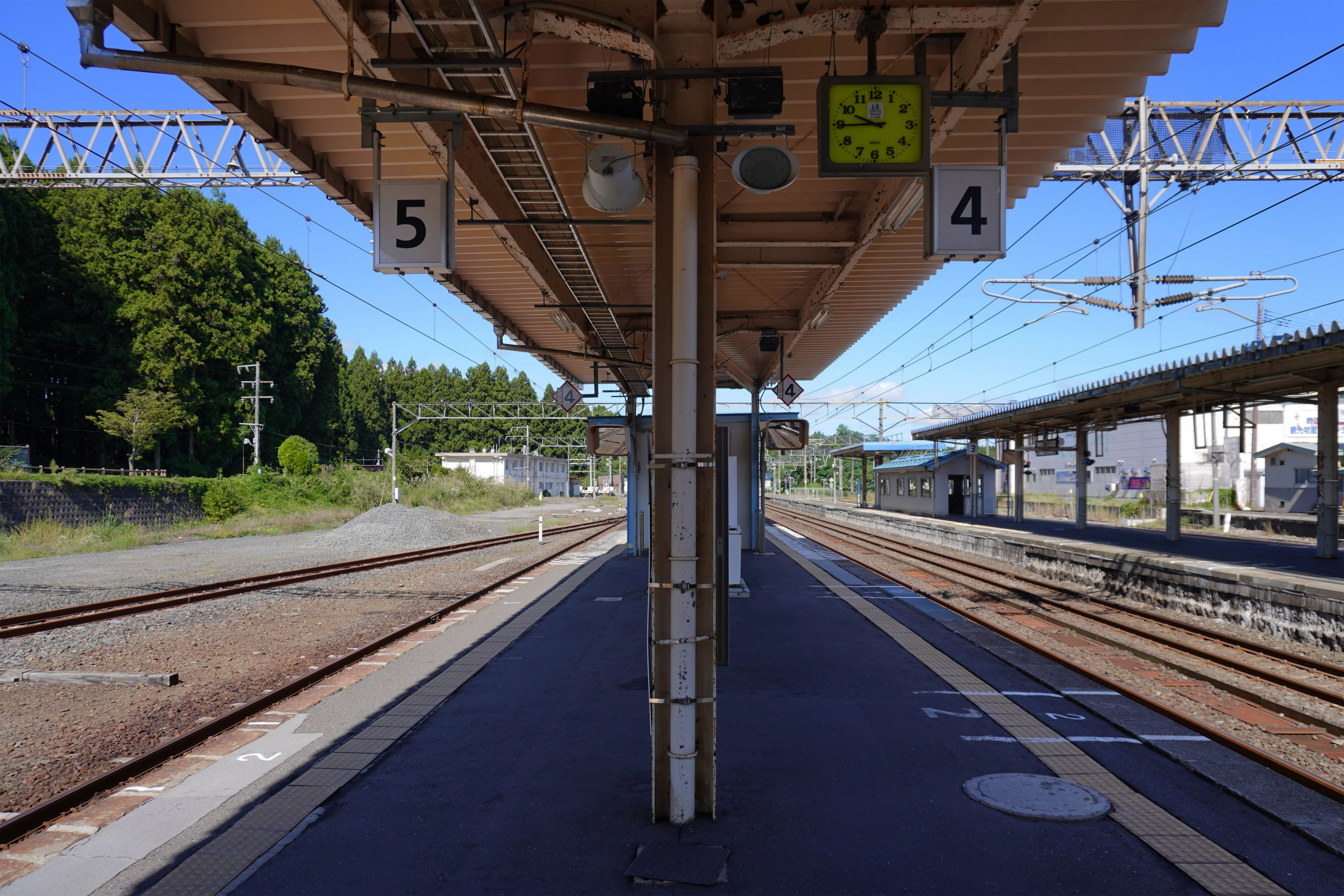
4・5番線ホーム（2023年9月）
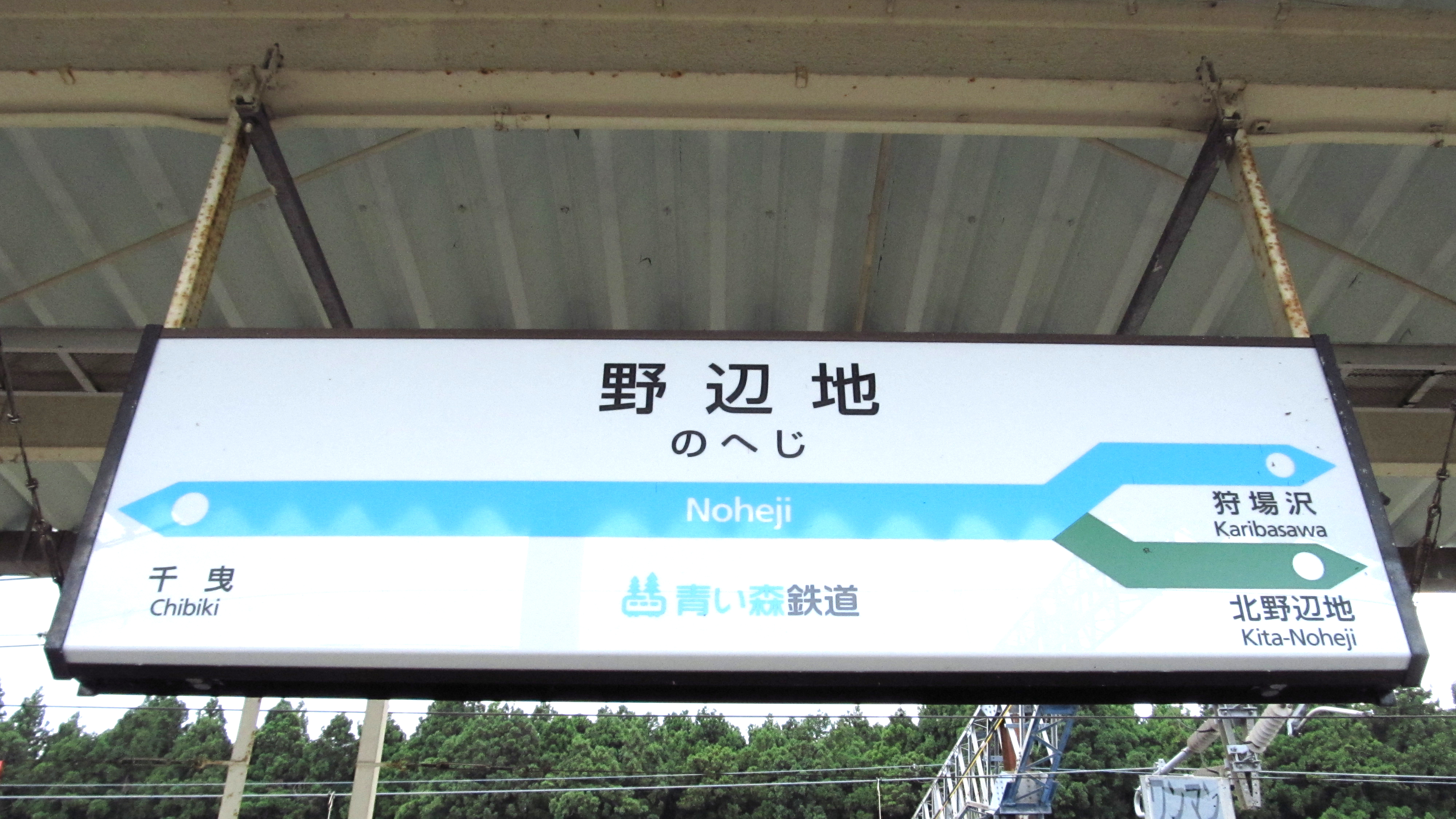
駅名標（2012年9月）

### 駅構内の主な施設と営業形態

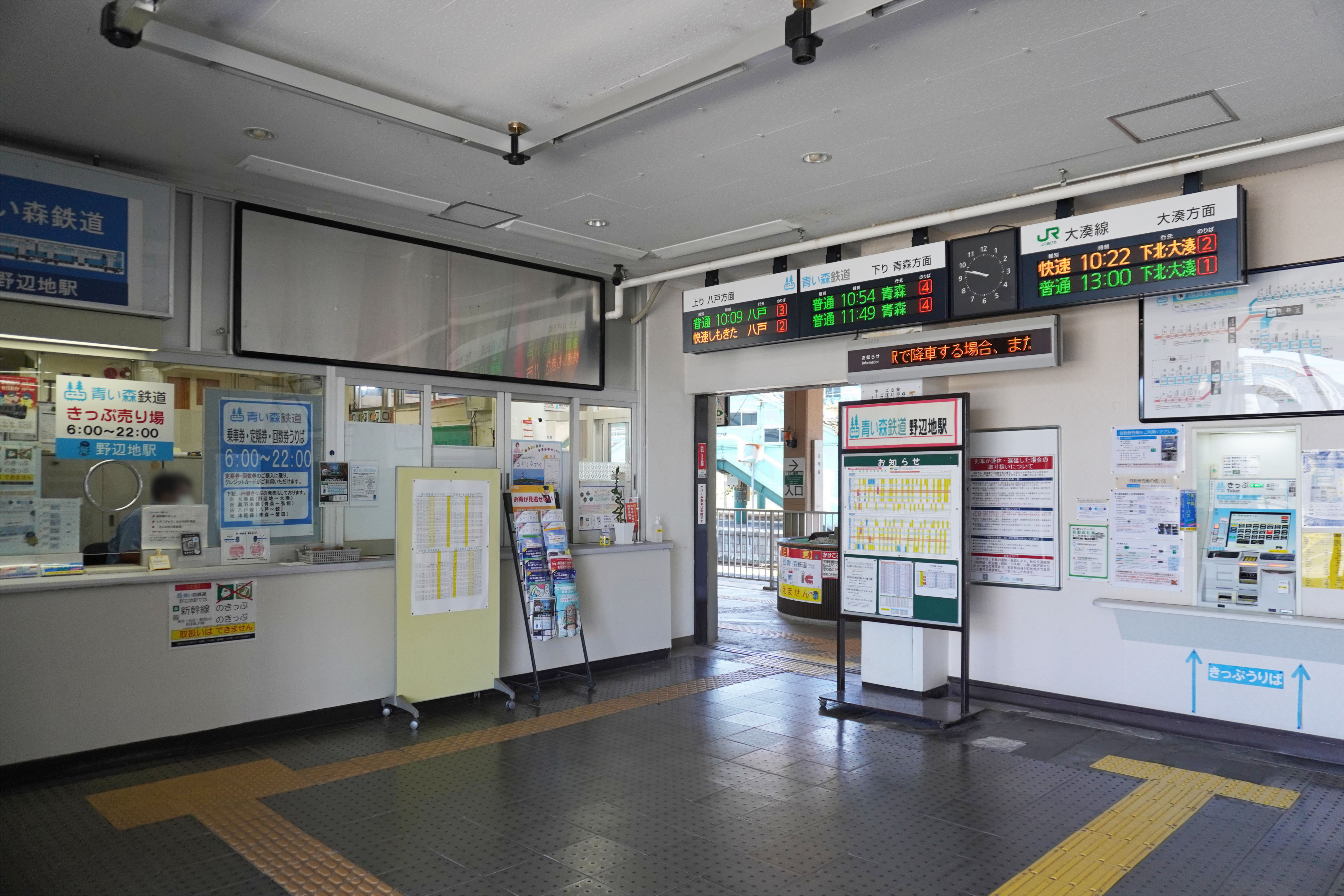
改札口（2023年9月）

出札窓口では定期券・回数券（JRの回数券については大湊線内区間のみ）、「たびショップ」ではJRの「ビジネスえきねっと」を利用したJR指定券類などの取扱も行っている。また、JR大湊線の乗車券は青い森鉄道が営業する出札窓口および自動券売機で発売している。自動券売機で購入可能なJR線連絡乗車券は、弘前、蟹田、鮫までである。
- 出札窓口
- 旅行代理店「青い森たびショップのへじ」[報道 1]：「ビジネスえきねっと」を設置。
- 自動券売機
- 立ち食いそば店：伯養軒→NRE伯養軒→NREみちのく→日本レストランエンタプライズ（NRE）が「こけし亭」として長年営業していたが、2014年（平成26年）3月末を以って閉店。駅そばパクパクという地元業者が引き継いで営業を継続している。
- 待合室

JR時代の状況
みどりの窓口およびタッチパネル式自動券売機1台が設置されていた。また、2000年代前半までは2・3番線にも売店・そば店（伯養軒）があった。

## 駅弁
主な駅弁は下記の通り。
- 野辺地とりめし
  - 2014年（平成26年）3月までは立ち食いそば店で販売。その後、キオスクでの販売となったが、キオスク閉店に伴い、2017年（平成29年）9月限りで当駅での販売を終了（青森駅・新青森駅での販売は継続）。のちに立ち食いそば店で取り扱うことになり、2017年（平成29年）12月より当駅での販売を再開したが、製造元の「ウェルネス伯養軒青森支店」が営業休止となるため、2019年（令和元年）9月をもって販売を終了した[新聞 3]。

## 利用状況

### JR東日本
JR東日本によると、2023年度（令和5年度）の1日平均乗車人員は240人である。
2009年度（平成21年度）まではJR管理時代のもの。なお、JR東日本の統計であるため青い森鉄道線の乗車人員は含まれておらず、そのため、2010年度（平成22年度）と2011年度（平成23年度）に数値が激減している。
| 1日平均乗車人員推移（JR東日本） | 1日平均乗車人員推移（JR東日本） | 1日平均乗車人員推移（JR東日本） | 1日平均乗車人員推移（JR東日本） | 1日平均乗車人員推移（JR東日本） |
| 年度                            | 定期外                          | 定期                            | 合計                            | 出典                            |
| ------------------------------- | ------------------------------- | ------------------------------- | ------------------------------- | ------------------------------- |
| 2000年（平成12年）              |                                 |                                 | 1,041                           | [ 利用客数 2 ]                  |
| 2001年（平成13年）              |                                 |                                 | 1,051                           | [ 利用客数 3 ]                  |
| 2002年（平成14年）              |                                 |                                 | 974                             | [ 利用客数 4 ]                  |
| 2003年（平成15年）              |                                 |                                 | 917                             | [ 利用客数 5 ]                  |
| 2004年（平成16年）              |                                 |                                 | 868                             | [ 利用客数 6 ]                  |
| 2005年（平成17年）              |                                 |                                 | 865                             | [ 利用客数 7 ]                  |
| 2006年（平成18年）              |                                 |                                 | 840                             | [ 利用客数 8 ]                  |
| 2007年（平成19年）              |                                 |                                 | 838                             | [ 利用客数 9 ]                  |
| 2008年（平成20年）              |                                 |                                 | 849                             | [ 利用客数 10 ]                 |
| 2009年（平成21年）              |                                 |                                 | 883                             | [ 利用客数 11 ]                 |
| 2010年（平成22年）              |                                 |                                 | 673                             | [ 利用客数 12 ]                 |
| 2011年（平成23年）              |                                 |                                 | 300                             | [ 利用客数 13 ]                 |
| 2012年（平成24年）              | 248                             | 51                              | 300                             | [ 利用客数 14 ]                 |
| 2013年（平成25年）              | 257                             | 47                              | 304                             | [ 利用客数 15 ]                 |
| 2014年（平成26年）              | 245                             | 46                              | 292                             | [ 利用客数 16 ]                 |
| 2015年（平成27年）              | 241                             | 48                              | 290                             | [ 利用客数 17 ]                 |
| 2016年（平成28年）              | 240                             | 50                              | 291                             | [ 利用客数 18 ]                 |
| 2017年（平成29年）              | 238                             | 47                              | 285                             | [ 利用客数 19 ]                 |
| 2018年（平成30年）              | 238                             | 55                              | 294                             | [ 利用客数 20 ]                 |
| 2019年（令和元年）              | 223                             | 52                              | 276                             | [ 利用客数 21 ]                 |
| 2020年（令和02年）              | 91                              | 47                              | 139                             | [ 利用客数 22 ]                 |
| 2021年（令和03年）              | 105                             | 44                              | 149                             | [ 利用客数 23 ]                 |
| 2022年（令和04年）              | 152                             | 49                              | 202                             | [ 利用客数 24 ]                 |
| 2023年（令和05年）              | 183                             | 56                              | 240                             | [ 利用客数 1 ]                  |

### 青い森鉄道
| 1日乗降人員推移 | 1日乗降人員推移 |
| 年度            | 1日平均人数     |
| --------------- | --------------- |
| 2017年          | 1,504           |
| 2018年          | 2,068           |
| 2019年          | 1,486           |

## 駅周辺
- 公立野辺地病院
- 野辺地駅前簡易郵便局
- 野辺地町商工会女性部キッチン（旧「松浦食堂」）
  - 旧「松浦食堂」は1891年（明治24年）の野辺地駅開業とほぼ同時に開店した食堂で、2000年代に入って野辺地町の商人文化とされる「茶粥」を復刻した「茶がゆ定食」を予約制で提供していた[新聞 4][18]。テレビ東京「ローカル路線バス乗り継ぎの旅」の第6弾と15弾で太川陽介・蛭子能収らが立ち寄ったことで知られるようになった[新聞 4]。創業126年目の2017年（平成29年）4月に閉店[18]。2022年（令和4年）10月から野辺地町商工会女性部が旧「松浦食堂」の店舗を借り受けて「野辺地町商工会女性部キッチン」として月一回ほどのペースで茶がゆの提供を継続している[新聞 5]。
- 青森県立野辺地高等学校
- 青森県道178号野辺地停車場線
- 国道279号
- 青森県道208号野辺地野辺地停車場線
- 国道4号
- マエダストア野辺地店
- 野辺地町立体育館

## バス路線
駅前ロータリー
- 下北交通
  - 野辺地線：むつバスターミナル行き
  - 六ヶ所線：泊車庫行き
- 平内町民バス（乗り場は下北交通と同じ場所）
  - 小湊出張所行き
  - 浅虫温泉行き
- 十和田観光電鉄（十鉄バス）
  - 野辺地線・野辺地市内線：まかど温泉行き
  - 野辺地尾駮線：まかど温泉入口行き／大川目行き／六ヶ所村医療センター行き
  - 野辺地市内線：畜産試験場行き
  - 野辺地線：三本木営業所行き

駅前路上バス停
- 下北交通
  - 青森線：むつバスターミナル行き／青森駅前行き
  - 特急：青森（観光物産館）行き
- 弘南バス
  - 夜行高速バス「パンダ号（八戸線）」：上野駅行き

## 隣の駅
※臨時快速「リゾートあすなろ下北」の隣の停車駅は列車記事を参照のこと。
青い森鉄道
■青い森鉄道線
□快速「しもきた」
上北町駅 - （一部乙供駅） - 野辺地駅 - （*1）
*1:全列車が大湊線大湊駅発着（うち夜の1往復は大湊線内普通列車）
■普通
乙供駅 - **千曳駅 - 野辺地駅 - 狩場沢駅
**:560M列車は千曳駅を通過
東日本旅客鉄道（JR東日本）
■大湊線
□快速「しもきた」
（*2） - 野辺地駅 - 陸奥横浜駅
*2:上り1本を除く全列車が青い森鉄道線八戸駅発着
■普通
（*3） - 野辺地駅 - 北野辺地駅
*3:夜の1往復は八戸駅発着・青い森鉄道線内は快速「しもきた」で運転

### かつて存在した路線
南部縦貫鉄道
南部縦貫鉄道線
野辺地駅 - 西千曳駅

### 記事本文

#### 報道発表資料
1. 1 2  「「青い森 たびショップ のへじ」オープンしました!」（プレスリリース）、青い森鉄道、2013年4月5日。2013年5月24日閲覧。[リンク切れ]
2. ↑  「「青い森たびショップのへじ」営業休止のお知らせ」（プレスリリース）、青い森鉄道、2021年2月18日。2022年3月5日閲覧。
3. ↑  「Suicaエリア外もチケットレスで! 東北エリアから「えきねっとQチケ」がはじまります (PDF)」（プレスリリース）、東日本旅客鉄道、2024年7月11日。2024年8月21日閲覧。
4. ↑  「令和3年3月13日ダイヤ改正について (PDF)」（プレスリリース）、青い森鉄道、2020年12月24日。2025年7月4日閲覧。

#### 新聞記事
1. ↑  読売新聞（1954年3月16日付）
2. ↑  「東北本線野辺地駅新駅舎が完成」『交通新聞』交通協力会、1962年7月21日、2面。
3. ↑  「名物駅弁姿消す」『東奥日報』2019年8月20日、朝刊、20面。
4. 1 2  「「バス旅」の聖地、名物食堂の味をもう一度 太川・蛭子コンビも訪問」『朝日新聞』2023年3月22日。2023年3月23日閲覧。
5. ↑  「野辺地町商工会女性部が茶がゆ提供継続」『東奥日報』2023年3月22日。オリジナルの2023年3月22日時点におけるアーカイブ。2024年8月21日閲覧。

### 利用状況
1. 1 2  「各駅の乗車人員 2023年度 101位以下（7）| 企業サイト：JR東日本」東日本旅客鉄道。2025年7月4日閲覧。
2. ↑  「JR東日本：各駅の乗車人員（2000年度）」東日本旅客鉄道。2025年7月4日閲覧。
3. ↑  「JR東日本：各駅の乗車人員（2001年度）」東日本旅客鉄道。2025年7月4日閲覧。
4. ↑  「JR東日本：各駅の乗車人員（2002年度）」東日本旅客鉄道。2025年7月4日閲覧。
5. ↑  「JR東日本：各駅の乗車人員（2003年度）」東日本旅客鉄道。2025年7月4日閲覧。
6. ↑  「JR東日本：各駅の乗車人員（2004年度）」東日本旅客鉄道。2025年7月4日閲覧。
7. ↑  「JR東日本：各駅の乗車人員（2005年度）」東日本旅客鉄道。2025年7月4日閲覧。
8. ↑  「JR東日本：各駅の乗車人員（2006年度）」東日本旅客鉄道。2025年7月4日閲覧。
9. ↑  「JR東日本：各駅の乗車人員（2007年度）」東日本旅客鉄道。2025年7月4日閲覧。
10. ↑  「JR東日本：各駅の乗車人員（2008年度）」東日本旅客鉄道。2025年7月4日閲覧。
11. ↑  「JR東日本：各駅の乗車人員（2009年度）」東日本旅客鉄道。2025年7月4日閲覧。
12. ↑  「JR東日本：各駅の乗車人員（2010年度）」東日本旅客鉄道。2025年7月4日閲覧。
13. ↑  「JR東日本：各駅の乗車人員（2011年度）」東日本旅客鉄道。2025年7月4日閲覧。
14. ↑  「JR東日本：各駅の乗車人員（2012年度）」東日本旅客鉄道。2025年7月4日閲覧。
15. ↑  「各駅の乗車人員 2013年度 ベスト100以外（8）：JR東日本」東日本旅客鉄道。2025年7月4日閲覧。
16. ↑  「各駅の乗車人員 2014年度 ベスト100以外（8）：JR東日本」東日本旅客鉄道。2025年7月4日閲覧。
17. ↑  「各駅の乗車人員 2015年度 ベスト100以外（7）：JR東日本」東日本旅客鉄道。2025年7月4日閲覧。
18. ↑  「各駅の乗車人員 2016年度 ベスト100以外（7）：JR東日本」東日本旅客鉄道。2025年7月4日閲覧。
19. ↑  「各駅の乗車人員 2017年度 ベスト100以外（7）：JR東日本」東日本旅客鉄道。2025年7月4日閲覧。
20. ↑  「各駅の乗車人員 2018年度 ベスト100以外（7）：JR東日本」東日本旅客鉄道。2025年7月4日閲覧。
21. ↑  「各駅の乗車人員 2019年度 ベスト100以外（7）：JR東日本」東日本旅客鉄道。2025年7月4日閲覧。
22. ↑  「各駅の乗車人員 2020年度 101位以下（8）| 企業サイト：JR東日本」東日本旅客鉄道。2025年7月4日閲覧。
23. ↑  「各駅の乗車人員 2021年度 101位以下（7）| 企業サイト：JR東日本」東日本旅客鉄道。2025年7月4日閲覧。
24. ↑  「各駅の乗車人員 2022年度 101位以下（7）| 企業サイト：JR東日本」東日本旅客鉄道。2025年7月4日閲覧。